# Erik Törning
Jan Erik Törning, född 8 februari 1928 i Halmstad, död 18 juli 1999 i Älvsborgs församling i Göteborgs kommun, var en svensk målare, tecknare och grafiker.
Han var son till köpmannen Fredrik Algot Johansson och hans maka Karin samt bror till Tage Törning. Han studerade vid Slöjdföreningens skola och för Endre Nemes vid Valands målarskola i Göteborg 1947–1951 samt under studieresor till Nederländerna, Frankrike, Spanien och Italien. Han tilldelades 1949 Otto och Charlotte Mannheimers stipendium och i två omgångar tilldelades han Ester Lindahls stipendium. Tack vare ett stipendium från Kiruna kommun 1962 kunde han tillbringa en längre tid i de svenska lappmarkerna. Tillsammans med Torsten Renqvist och Per Lindekrantz ställde han ut i Varberg 1957 och tillsammans med Leif Knudsen och Bengt Lundin i Falköping 1958. Separat ställde han ut på bland annat galleri Maneten i Göteborg och Gummesons konsthall i Stockholm. Tillsammans med sin bror enrollerades han bland Halmstadsgruppens yngre medlemmar och har medverkat i samlingsutställningarna på Hallands museum han medverkade även i Decemberutställningarna på Göteborgs konsthall, Liljevalchs Stockholmssalonger och samlingsutställningar arrangerade av Sveriges allmänna konstförening. Han tilldelades Ester Lindahls stipendium 1960. Han var svensk representant vid Biennalen i Paris 1961 och samma år deltog han i Svenska konstnärernas förenings utställning på Konstakademien i Stockholm. Bland hans offentliga arbeten märks väggmålningen Havets myter i Lysekils Folkets hus samt tillsammans med andra lokala konstnärer dekorationer för Folkets hus och teater i Halmstad. Törning är representerad vid Moderna museetoch Göteborgs konstmuseum.